# Diecezja wrocławska (Kościół Polskokatolicki w RP)
Diecezja wrocławska – jedna z trzech diecezji Kościoła Polskokatolickiego w RP, ze stolicą we Wrocławiu (tymczasowa siedziba administratora znajduje się w Szczecinie). Od 2004 diecezją administruje ks. Stanisław Bosy (do 2023 jako infułat – administrator, od 2023 biskup ordynariusz).

## Historia
Pierwsze parafie Polskiego Narodowego Kościoła Katolickiego (PNKK) na obecnym obszarze diecezji wrocławskiej (zachód kraju) powstały ok. 1936 na terenie wielkopolski (Leszno), pierwszą parafią założoną na ziemiach odzyskanych (po 1945) była parafia w Boguszowie. Od momentu powstania pierwszej parafii PNKK w Polsce w 1921, aż do 1961 nie istniał praktycznie żaden podział Kościoła na struktury wyższego rzędu (diecezje).
Po II wojnie światowej kilkakrotnie zmieniała się struktura administracyjna Kościoła Polskokatolickiego w PRL (do 1951: Polski Narodowy Kościół Katolicki), według spisu przedłożonego przez Kościół władzom w 1945 Kościół podzielony był na 6 okręgów: warszawski, kielecki, chełmski, lubelski, małopolski i wielkopolski. W 1951 nastąpiła likwidacja okręgów, a w ich miejsce zawiązano dekanaty tj. warszawski, kielecki, krakowski, wrocławski, bydgoski, lubelski i chełmski. W 1952 dekanat warszawski przemianowano na centralny, krakowski na małopolski, bydgoski na pomorski, a wrocławski na śląski. W 1954 przeprowadzono centralizację struktury administracyjnej Kościoła Polskokatolickiego w PRL dzieląc sam Kościół na cztery dekanaty: centralny, lubelski, śląsko-małopolski i pomorski. Rok 1957 przyniósł kolejną reformę administracyjną – powrócono do podziału na 7 dekanatów, rok później było ich już tylko 6: centralny, lubelski, chełmski, krakowski oraz wrocławski. 
Kiedy wydawało się, że powyższy podział przetrwa dłuższy czas, postanowiono na nowo ulepszyć strukturę administracyjną Kościoła Polskokatolickiego w PRL. Decyzja w tej sprawie zapadła pod koniec 1959, natomiast weszła w życie na początku kolejnego, kiedy bp Maksymilian Rode powiadomił księży o nowym podziale administracyjnym na 11 dekanatów. W 1961 na mocy dekretu wydanego 23 marca bp Rode doprowadził do utworzenia trzech jednostek wyższego rzędu tj. diecezji. Diecezja wrocławska składała się z dekanatów: wrocławsko-opolskiego, poznańsko-zielonogórskiego i szczecińsko-koszalińskiego. W sumie, w diecezji wrocławskiej były 3 dekanaty i 11 parafii. W 1975 diecezja liczyła 30 parafii, a w 1989 – 22.
W latach 1980–2004 diecezją kierował ks. bp Wiesław Skołucki, którego w 2004, ze względu na zły stan zdrowia – zastąpił ks. inf. Stanisław Bosy, rezydujący w Szczecinie, od 2023 biskup. Stolica diecezji nadal znajduje się formalnie we Wrocławiu. 

### Ordynariusze
1960-1963. ks. inf. Jerzy Józef Osmólski
1963-1965. bp Julian Pękala
1966-1968. bp Franciszek Koc
1968-1977. bp elekt Walerian Kierzkowski
1979. ks. inf. Antoni Pietrzyk
1979-2004. bp Wiesław Skołucki
2004 – nadal bp Stanisław Bosy (2004-2023 jako administrator)

## Podział administracyjny
Diecezja dzieli się na dekanaty:
- dekanat pomorsko-wielkopolski, z siedzibą w Stargardzie, dziekan: ks. dziek. Adam Bożacki
- dekanat lubuski, z siedzibą w Żaganiu, dziekan: ks. dziek. mgr Stanisław Stawowczyk
- dekanat dolnośląski, z siedzibą w Boguszowie-Gorcach, dziekan: ks. dziek. mgr Bogusław Kropielnicki

Kościołami o wyższej randze są:
- katedra św. Marii Magdaleny we Wrocławiu – Katedra diecezji wrocławskiej Kościoła Polskokatolickiego w RP
- prokatedra Narodzenia Najświętszej Maryi Panny w Kotłowie – Prokatedra diecezji wrocławskiej Kościoła Polskokatolickiego w RP

## Dane teleadresowe
- Kuria Biskupia diecezji wrocławskiej
- ul. Oławska 19/3
- 50-123 Wrocław

- Kancelaria administratora diecezji wrocławskiej
- pl. Świętych Piotra i Pawła 4/5
- 70-520 Szczecin